# Гиллиат, Уолтер
Уо́лтер Э́велин Ги́ллиат (англ. Walter Evelyn Gilliat; 22 июля 1869 — 2 января 1963) — английский футболист, правый крайний нападающий. Выступал за футбольные клубы «Оксфорд Юниверсити», «Олд Картузианс» и «Коринтиан», также провёл одну игру за национальную сборную Англии, в которой сделал хет-трик.

## Спортивная карьера
Родился в Уинкфилде (графство Беркшир). Во время учёбы в Чартерхаусе выступал за школьную футбольную команду. Затем поступил в Магдален-колледж Оксфордского университета. Во время учёбы в Оксфорде выступал за футбольную команду «Оксфорд Юниверсити».
После окончания учёбы выступал за клуб «Олд Картузианс», а также был членом команды клуба «Коринтиан».
25 февраля 1893 года провёл свой единственный матч за футбольную сборную Англии, выйдя на позиции левого инсайда в игре Домашнего чемпионата против сборной Ирландии. Англичане разгромили соперника со счётом 6:1, Гиллиат отметился хет-триком.
Гиллиата описывали как «превосходного дриблёра, который, безусловно, сыграл бы больше матчей (за Англию), если бы не его религиозные убеждения».
Также играл в крикет за крикетный клуб графства Букингемшир.

## Спортивные достижения
Сборная Англии
- Победитель Домашнего чемпионата Великобритании: 1893

## Вне спорта
В 1895 году был рукоположен в сан священника, после чего был куратом в Уокинге и в Танбридж-Уэллсе. С 1901 по 1920 год был викарием Айвера (англ. Iver). С 1920 по 1929 год был ректором Севенокса, после чего вышел на пенсию. Умер в Уокинге в январе 1963 года в возрасте 93 лет.